# Huerta de San Vicente
La Casa-Museo de Federico García Lorca, popularmente conocida como Huerta de San Vicente, fue la finca de veraneo de la familia García Lorca desde 1926 hasta 1936, poco después del asesinato de Federico durante las primeras semanas de la Guerra Civil. La casa y los huertos que le pertenecían se encuentran en el corazón del parque Federico García Lorca, inaugurado en 1995 en la ciudad española de Granada.

## Historia
La finca parece que tiene su origen en la segunda mitad del siglo XIX y se le conocería como la Huerta de los Mudos. Más adelante, pasó a ser propiedad de Federico García Rodríguez, padre de Federico García Lorca, quien firmó la compra el 27 de mayo de 1925. El padre del artista, en homenaje a su esposa Vicenta Lorca Romero, cambió el nombre de la finca al actual. La única modificación efectuada durante esa época fue la agregación a la planta baja de un cuerpo anejo que sirvió de amplio comedor y, encima de este y accesible desde la planta superior del edificio, se construyó una sencilla terraza.
Federico García Lorca escribió en este lugar, en su totalidad o parcialmente, algunas obras notables como Así que pasen cinco años (1931), Bodas de sangre (1932), Yerma (1934) o Diván del Tamarit (1931-1936). Entre algunas de las amistades del poeta que visitaron la zona se encuentran las siguientes personalidades: Manuel de Falla, Miguel Pizarro, Antonio Gallego Burín, Manuel Ángeles Ortiz, Eduardo Blanco Amor, Eduardo Rodríguez Valdivieso, etc. Además, el artista pasó en la finca los últimos días previos a su detención y posterior fusilamiento, antes de trasladarse a la casa de su amigo Luis Rosales.

Aquella casa y la huerta la recibimos, yo creo que con esa intención la compró mi padre, como un juguete, como una distracción, viniendo del gran campo abierto, de una vida verdaderamente rural. Aquello era otra cosa. Era un campo habitado, civilizado, hecho a la medida del ser humano. Parecía pensado para vivir gozando de una naturaleza domesticada, de refinamiento impensable hoy día.
Isabel García Lorca

Tras la marcha de la familia a Estados Unidos en 1941 debido al triunfo del franquismo en España, la casa fue ocupada por una prima cercana y, más tarde, por la familia Correal Trescastro, aunque la propiedad continuó siendo de la familia García Lorca. 
El 6 de abril de 1985 fue adquirida por el Ayuntamiento de Granada de manos de Isabel García Lorca para convertirla en casa museo del poeta Federico García Lorca. Tras una serie de remodelaciones, se inauguró el 10 de mayo de 1995 con el conjunto de bienes muebles, cuadros y enseres que había en la casa desde el momento en que pasó a titularidad pública. En septiembre de 2017 se cerró al público durante medio año para una serie de mejoras relacionadas con el acondicionamiento interior, la fachada, carpintería, iluminación y nuevos cerramientos de las ventanas, abriendo de nuevo en abril de 2018.

## Museo

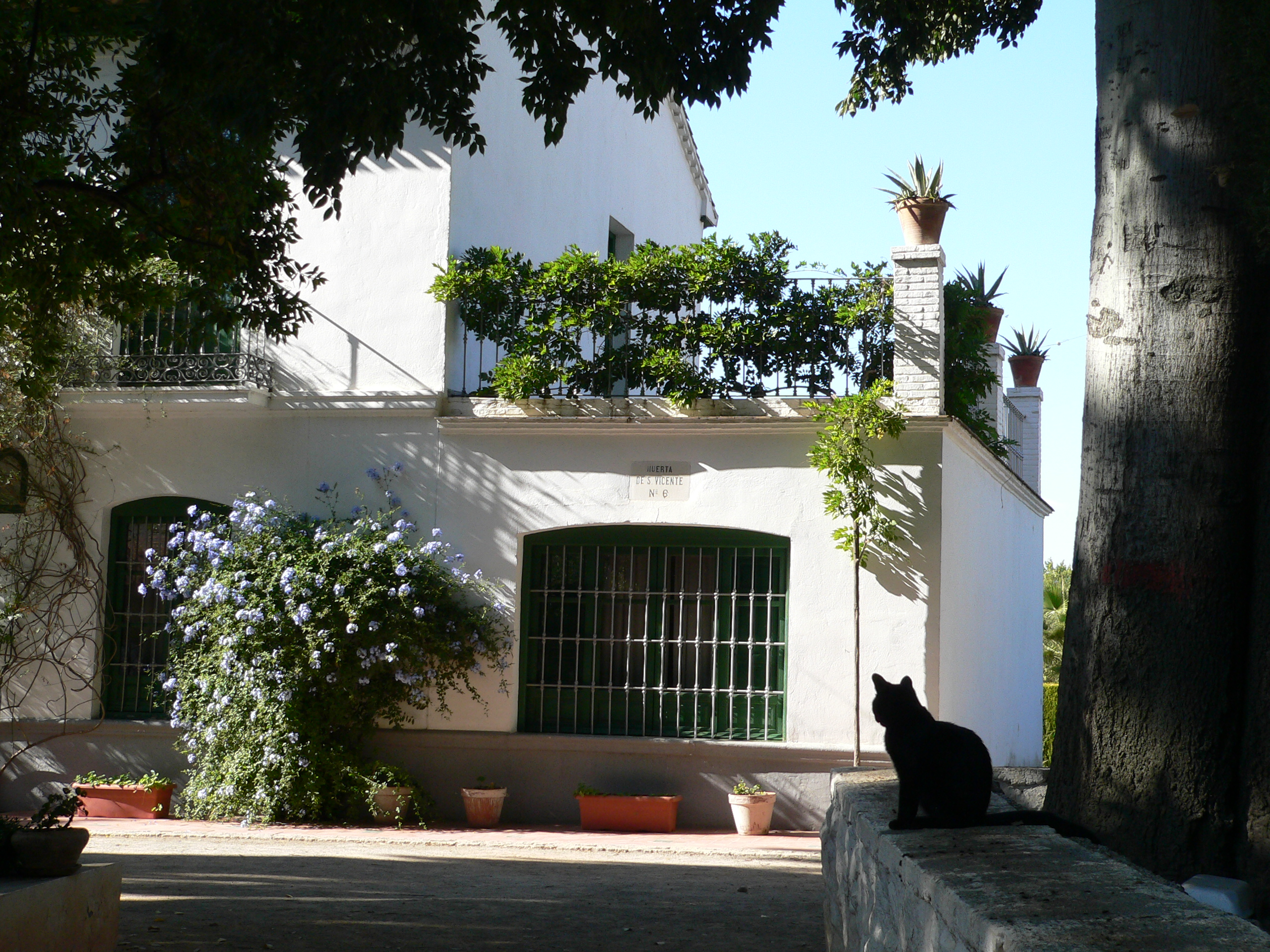
Parte oriental de la fachada.

En 1995, los únicos documentos fiables que existían sobre la disposición de este conjunto mobiliario eran una serie de fotografías realizadas en el período 1926-1936, entre las que destaca la serie realizada en 1935 por el escritor Eduardo Blanco Amor, además de fotografías familiares tomadas a partir de 1918 en otros lugares donde habitó la familia García Lorca y en las que se recogen algunos de los muebles, obras de arte y objetos que hoy pueden verse en la Huerta de San Vicente. Estas fotografías permiten delimitar con precisión el calificativo de “originales”, aplicado a los muebles que la decoran: en ellas vemos el escritorio del poeta, el gramófono, el piano de media cola, el diván, las mecedoras y las sillas Thonet, la reproducción de La primavera de Botticelli, el espejo con marco art decó..., entre otros enseres de menor entidad. Además de las fotografías, fueron de gran utilidad los testimonios de personas que vivieron en ella, en especial Isabel García Lorca y los sobrinos Vicenta y Manuel Fernández Montesinos. El resto de los muebles, así como los enseres (vajillas, cerámicas, y objetos domésticos como el perchero, el mantel, o campesinos como la quesera, etcétera) y otros documentos y obras de arte que hoy pueden verse en la Casa-Museo fueron, o bien parte del mobiliario de la Huerta en alguna de sus épocas entre 1926 y 1936, o bien pertenecieron en algún momento a la familia Lorca.
Para que el visitante pueda distinguir lo que hubo de lo que se muestra, se informa de las diferencias entre los distintos objetos (los documentados como originales, los pertenecientes a la familia García Lorca y los de época o ambiente) y su relación exacta con la casa en el período 1926-1936. El conjunto, hoy vigilado por Laura García Lorca, resulta sencillo y elegante, y comunica aspectos de la vida y la obra de Federico a partir de los espacios de su intimidad doméstica.

## Eventos
- La Huerta de San Vicente acogió en 2007-2008 la muestra de arte contemporáneo "Everstill / Siempre todavía", comisariada por Hans Ulrich Obrist.[8]
- En la película Mudanza, de Pere Portabella, la propia casa se convierte en protagonista de esta película en homenaje a Federico García Lorca.